# Kompleks archeologiczny w Pleśnisku

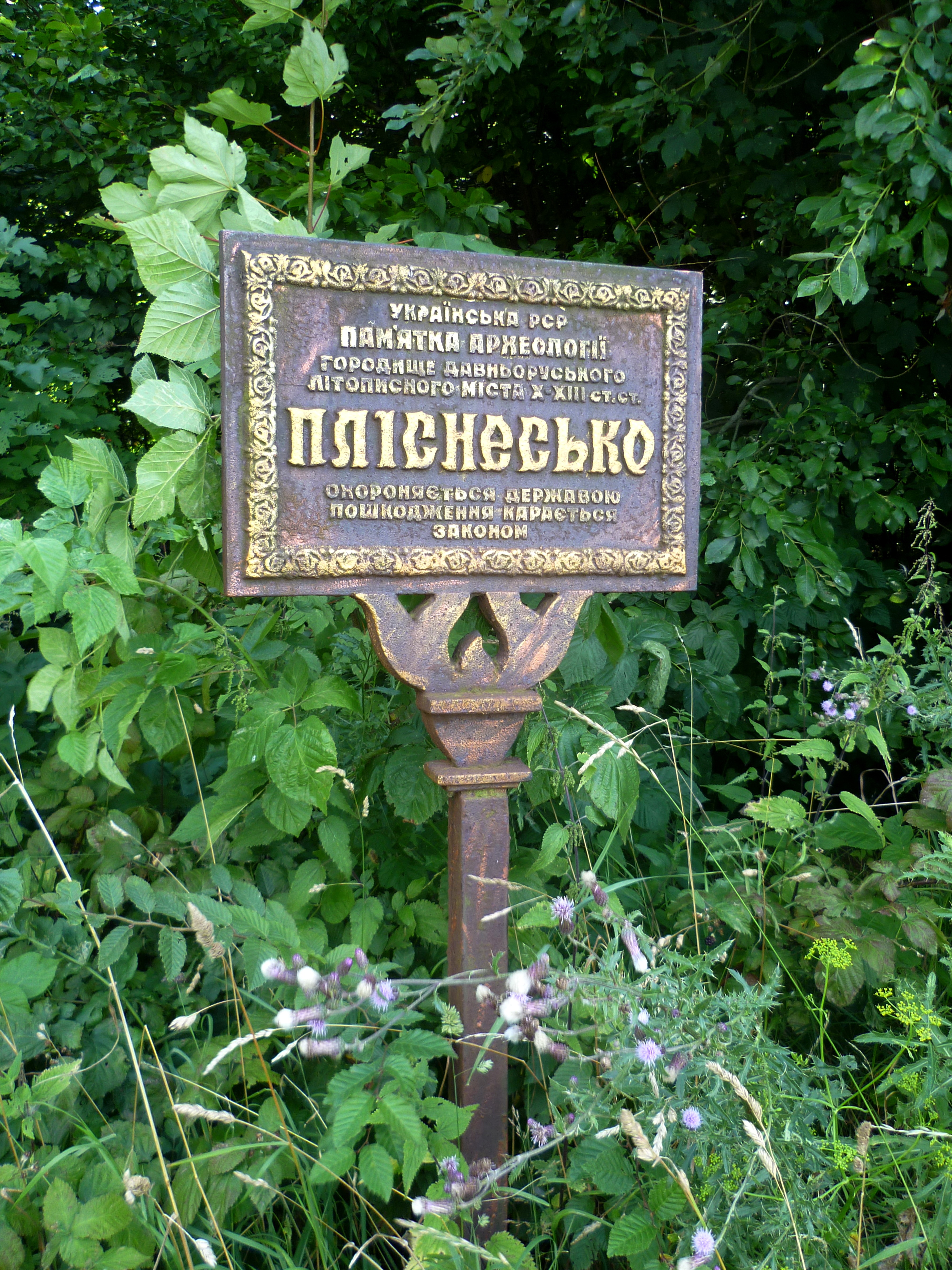
Tablica przy pozostałościach grodziska z X-XIII w.

Kompleks archeologiczny w Pleśnisku – grupa stanowisk archeologicznych położonych w pobliżu późniejszego chutoru Pleśnisko (obecnie teren miejscowości Podhorce, rejon złoczowski, obwód lwowski), u źródeł rzeki Bużek Oleski.

## Informacje
W 1810 r. pierwsze badania kompleksu zostały przeprowadzone przez księdza Warłaama Kompanewycza i miejscowego urzędnika Hejslera. Kolejne badania prowadzili tu archeolodzy: Teodor Nieczuja-Ziemięcki (1881–1883), Karol Hadaczek (1905, 1907), Jarosław Pasternak (1940), Iwan Starczuk (1946–1949), Wołodymyr Honczarów (1953), Mychajło Kuczera (1954), Roman Bahrij (1970–1972, 1983), Mykoła Peleszczyszyn i Roman Chajka (1980). Mychajło Fyłypczuk (1990, 1993, 1998–2004, 2007–2016) i Andrij Fyłypczuk (2015-2022) odkryli pozostałości dziesiątków domów mieszkalnych, setki pochówków chrześcijańskich, wareskie kurhany, struktury obronne i pogańskie miejsce kultu na terenie, które dziś nosi nazwę Olenyn Park.
Główne zabytki kompleksu archeologicznego:
- Dawne słowiańskie centrum kultowe z końca VII–X wieku[4]
- Słowiańskie grodzisko z VIII–X wieku[5]
- Średniowieczne grodzisko Rusi Kijowskiej XI–XIII w. (latopisowy Plisneśk, po raz pierwszy wspomniany na piśmie w 1118 r. w kronice, a następnie w „Słowie o wyprawie Igora”). Było częścią księstwa halickiego i księstwa halicko-wołyńskiego. Zostało zniszczony w 1241 r. w wyniku najazdu Mongołów, a obecnie na jego miejscu znajduje się chutor o tej samej nazwie. Terytorium osady jest zabytkiem archeologicznym o znaczeniu krajowym)[2][6][7][8]
- Cmentarzysko kurhanowe z IX – początku XII wieku (obecnie zabytek archeologiczny o znaczeniu krajowym)[9][8]
- Kompleks klasztoru Podhorce (Pleśnisko) Zakonu Świętego Bazylego Wielkiego[2][10]

## Źródła
- Plisnesk. Encyclopedia of Ukraine. (ang.).
- М. А. Филипчук: Давній Пліснеськ: історія та міфи. Lwów: 2018, s. 56, seria: Studia historia. (ukr.).